# Challem
Challem, artiestennaam van Joachim van Marrewijk (Zoeterwoude, 1994), is een Nederlandse pianist en componist.
In 2022 bracht Challem zijn eerste ep's uit op Spotify genaamd Santosha en Aparigraha. Op 2 september 2023 speelde hij in het Koninklijk Concertgebouw tijdens het Concertgebouw OPEN.

## Meer lezen
- Braam, Kees, Interview: Joachim van Marrewijk (Challem). Popunie Rotterdam (21 juli 2021).
- Musters, Rob, Pianist Challem fietst van optreden naar optreden: ‘Ik hoop dat ik vooraf ergens kan douchen’. BN DeStem (8 juli 2022).
- Live bij Dieuwertje: pianist Challem met muziek van zijn debuut-EP. NPO Klassiek (29 juli 2022).

- MusicBrainz: ee373add-e012-4eb6-8de2-d9268065ed4b